# Subprefectura de Iburi

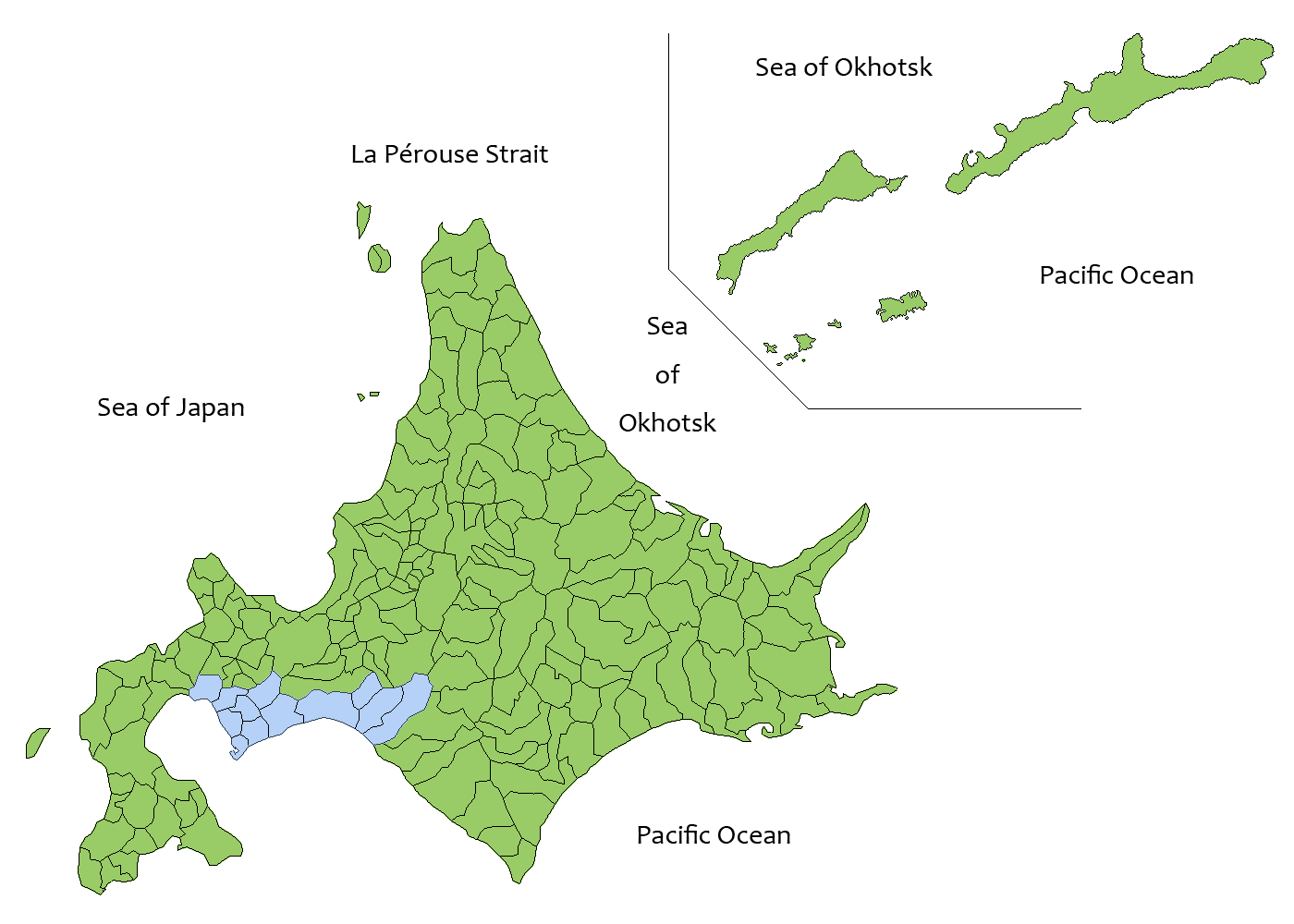
Subprefectura de Iburi (en celeste) en Hokkaidō.

La subprefectura de Iburi (胆振支庁 Iburi-shichō?) es una subprefectura de Hokkaidō, Japón.  En 2004 tenía una población de 432 578 habitantes, y un área de 3697 km².

## Geografía

### Ciudades
- Muroran (capital)
- Tomakomai
- Noboribetsu
- Date

### Distritos
- Distrito de Abuta
  - Abuta
  - Toyoura
  - Toyako
- Distrito de Usu
  - Otaki
  - Sobetsu
- Distrito de Shiraoi
  - Shiraoi
- Distrito de Yufutsu
  - Abira
  - Hayakita
  - Hobetsu
  - Mukawa
  - Oiwake